# 普萊恩菲爾德 (紐約州)
普萊恩菲爾德（英語：Plainfield）是一個位於美國紐約州奧齊戈縣的鎮。

## 人口
根據2020年美國人口普查的數據，普萊恩菲爾德的面積為76.42平方千米，皆為陸地。當地共有人口922人，而人口密度為每平方千米12人。